# 特異値
数学の線型代数学分野において、行列 A の特異値（とくいち、英: Singular values）とは、A の随伴行列 A* との積 AA* の固有値の非負の平方根のことである。

## 定義
以下、
- 行列 A の随伴行列を A*
- 行列 A の固有値を λi(A)
- 行列 A の特異値を σi(A)

と表記する。
冒頭部の定義を数学記号で書くと次のようになる。
{\displaystyle \sigma _{i}(A)={\sqrt {\lambda _{i}(AA^{*})}}\quad (A\in M_{m,n}(\mathbb {R} ~~\mathrm {or} ~~\mathbb {C} ))}
特異値は m × n の行列に対して定義される（固有値は n × n の正方行列でのみ定義される）。

## 行列AA*の性質
- 行列 AA* は m × m のエルミート行列（あるいは対称行列）であり、かつ半正定値行列である。つまり、任意の m 次元の零でないベクトル x について以下の条件を満たす。

{\displaystyle x^{*}AA^{*}x\geq 0}
- 行列 A*A は n × n のエルミート行列（あるいは対称行列）であり、かつ半正定値行列である。つまり、任意の n 次元の零でないベクトル y について以下の条件を満たす。

{\displaystyle y^{*}A^{*}Ay\geq 0}
よって、
- すべての固有値 λ(AA*) および λ(A*A) は非負の実数 λ ≥ 0 となる。
- 半正定値平方根行列がただひとつだけ存在する。

## 特異値の性質
注意事項： 行列式やトレースなどは正方行列に対して定義されるので m × n の行列 A に直接適用してはならない。
- 特異値 σ(A) はすべて非負の実数 σ(A) ≥ 0
- {\displaystyle \sigma _{i}(A)=\sigma _{i}(A^{*})}[注釈 1]
- {\displaystyle \sigma _{i}(A)={\sqrt {\lambda _{i}(AA^{*})}}={\sqrt {\lambda _{i}(A^{*}A)}}}
- {\displaystyle \left({\sqrt {AA^{*}}}\right)^{2}x=AA^{*}x=\lambda _{i}(AA^{*})x=\sigma _{i}^{2}(A)x}
- {\displaystyle \sigma _{i}(A)=\lambda _{i}({\sqrt {AA^{*}}})=\lambda _{i}({\sqrt {A^{*}A}})}

- {\displaystyle \det(AA^{*})=\prod _{i}\lambda _{i}(AA^{*})=\prod _{i=1}^{\min(m,n)}\sigma _{i}^{2}(A)}
- {\displaystyle \operatorname {tr} (AA^{*})=\sum _{i}\lambda _{i}(AA^{*})=\sum _{i=1}^{\min(m,n)}\sigma _{i}^{2}(A)} [注釈 2]

- 行列 A が m = n の正方行列の場合には以下が成り立つ。
  - {\displaystyle |\det(A)|=\prod _{i}\sigma _{i}(A)} [注釈 3]
  - ワイルの不等式

{\displaystyle \prod _{i=1}^{k}|\lambda (A)|\leq \prod _{i=1}^{k}\sigma (A)\quad (1\leq k\leq m=n)}
- 行列 A が m = n の正規行列の場合には以下が成り立つ。
  - 特異値は固有値の絶対値に等しい。 {\displaystyle \sigma _{i}(A)=|\lambda _{i}(A)|}

- 行列 A が m = n の半正定値対称行列の場合には以下が成り立つ。
  - 特異値は固有値に等しい。 {\displaystyle \sigma _{i}(A)=\lambda _{i}(A)}
- {\displaystyle A^{p}}の特異値を{\displaystyle \sigma _{i}^{(p)}}として、

{\displaystyle |\lambda _{1}|\geq \cdots \geq |\lambda _{n}|,\quad \sigma _{1}^{(p)}\geq \cdots \geq \sigma _{n}^{(p)}}
と並べるとき、Banach代数の分野で知られた公式（Gelfand, 1941）:
{\displaystyle \lim _{p\to \infty }\sigma _{1}^{(p){\frac {1}{p}}}=|\lambda _{1}|}
の一般化として、
{\displaystyle \lim _{p\to \infty }\sigma _{i}^{(p){\frac {1}{p}}}=|\lambda _{i}|,\quad 1\leq i\leq n}
が成り立つ。この公式はヒルベルト空間上のコンパクト作用素に対しても成立する。